# Europa occupata dai tedeschi

L'Europa nel 1942, al momento della massima espansione militare nazista un'area di circa 4.621.135,64 km².

Con Europa occupata dai tedeschi si intende il territorio complessivo che, negli anni dal 1939 al 1945, fu occupato dalle forze militari dell'Asse completamente o parzialmente, o posto sotto controllo grazie a dei governi fantoccio, o anche amministrato direttamente dal regime nazista sotto la dittatura di Adolf Hitler.
La Wehrmacht tedesca occupò il territorio europeo:
- fino all'estremo oriente della città di Mozdok, nel Caucaso settentrionale (1942-1943);
- fino all'insediamento di Barentsburg nelle Svalbard, nel Regno di Norvegia;
- fino all'isola di Gavdos, nel Regno di Grecia;
- fino all'isola di Ushant, nella Repubblica francese.

Al di fuori dell'Europa continentale, le forze tedesche controllarono più o meno efficacemente l'Egitto, la Libia e la Tunisia nel Nord Africa in diversi momenti tra il 1940 e il 1945. Gli scienziati militari tedeschi stabilirono la base della stazione meteorologica di Schatzgräber arrivando fino alla Terra di Alessandra, nella Terra di Francesco Giuseppe. Alcuni equipaggi operarono nelle stazioni meteorologiche in Nord America, in Groenlandia a Holzauge, Bassgeiger, e nella base Edelweiss. Inoltre, la flotta tedesca della Kriegsmarine operò in tutti gli oceani durante la guerra.

## Contesto storico
Diversi paesi sovrani occupati dai tedeschi inizialmente entrarono in guerra come alleati del Regno Unito o dell'Unione Sovietica. Alcuni furono costretti ad arrendersi prima dello scoppio della guerra come la Cecoslovacchia; altri come la Polonia (invasa il 1º settembre 1939) furono conquistati in battaglia e poi occupati.
In alcuni casi, i governi legittimi andarono in esilio, in altri casi i governi in esilio furono formati dai loro stessi cittadini in altri paesi alleati. Alcuni paesi occupati dalla Germania nazista furono ufficialmente neutrali, altri furono ex membri delle potenze dell'Asse che subirono l'occupazione delle forze tedesche durante la guerra, come la Finlandia, la Spagna e l'Ungheria.

## Paesi occupati
| Stati o territori occupati                                                                  | Stati fantoccio o amministrazioni militari | Periodo dell'occupazione                                                     | Territori occupati o annessi dalla Germania                                                                                                   | Movimenti di resistenza                        |
| ------------------------------------------------------------------------------------------- | --- | ---------------------------------------------------------------------------- | --- | ---------------------------------------------- |
| Guernsey Alderney Sark Jersey                                                               | Occupazione tedesca delle isole del Canale (Parte dell'Amministrazione militare tedesca della Francia) | 1 luglio 1940 – 9 maggio 1945 (Jersey) 30 giugno 1940 – 9 maggio 1945 (Rest) | Nessuno | Resistenza nelle isole del Canale              |
| Prima Repubblica cecoslovacca Seconda Repubblica cecoslovacca Terza Repubblica cecoslovacca | Repubblica Slovacca Zona di protezione tedesca in Slovacchia | 1 ottobre 1938 – 11 maggio 1945                                              | Gau Bayreuth Protettorato di Boemia e Moravia Reichsgau Niederdonau Reichsgau Oberdonau Reichsgau Sudetenland                                 | Resistenza ceca                                |
| Stati federati dell'Austria                                                                 | Nessuno. Sebbene in Austria ci fosse una volontà popolare verso una forma di unificazione con la Germania, il cancelliere Engelbert Dollfuss e il suo successore Kurt Schuschnigg vollero mantenere almeno un certo grado di indipendenza. Dollfuss guidò un regime autoritario noto come austrofascismo, continuato da Schussnigg, imprigionando molti membri del partito nazista austriaco e del partito socialdemocratico, entrambi favorevoli all'unificazione. La violenza da parte dei membri del partito nazista austriaco, compreso l'assassinio dello stesso Dollfuss, insieme all'azione della propaganda tedesca e, infine, con le minacce di invasione da parte di Adolf Hitler, alla fine portarono Schuschnigg a dimettersi. Hitler non aspettò altro che il nazista austriaco Arthur Seyss-Inquart prestasse giuramento; ordinò alle truppe tedesche di invadere l'Austria all'alba del 12 marzo 1938: i tedeschi furono accolti da una folla festante e dall'esercito austriaco a cui precedentemente fu ordinato di non resistere. | 12 marzo 1938 – 9 maggio 1945                                                | Reichsgau Kärnten Reichsgau Niederdonau Reichsgau Oberdonau Reichsgau Salzburg Reichsgau Steiermark Reichsgau Tirol-Vorarlberg Reichsgau Wien | Resistenza austriaca                           |
| Città Libera di Danzica                                                                     | Nessuno. La città fu annessa direttamente alla Germania insieme al circostante voivodato della Pomerania polacca. | 1 settembre 1939 – 9 maggio 1945                                             | Reichsgau Danzig-Westpreußen | Difesa dell'ufficio postale polacco di Danzica |
| Terza Repubblica francese Francia libera Governo provvisorio della Repubblica francese      | Governo di Vichy Amministrazione militare del Belgio e della Francia del nord Amministrazione militare tedesca della Francia Reichskommissariat del Belgio e della Francia del Nord | 10 maggio 1940 - 9 maggio 1945                                               | Gau Baden Gau Westmark Reichsgau Vallonia | Resistenza francese                            |
| Lussemburgo                                                                                 | Amministrazione militare del Lussemburgo Amministrazione civile del Lussemburgo | 10 maggio 1940 - febbraio 1945                                               | Gau Moselland | Resistenza nel Lussemburgo                     |
| Isole italiane dell'Egeo                                                                    | Isole italiane dell'Egeo | 8 settembre 1943 - 8 maggio 1945                                             | Nessuno |                                                |
| Belgio                                                                                      | Amministrazione militare del Belgio e della Francia del nord Reichskommissariat del Belgio e della Francia del Nord | 10 maggio 1940 - 4 febbraio 1945                                             | Gau Köln-Aachen Reichsgau Vallonia | Resistenza belga                               |
| Danimarca                                                                                   | Occupazione della Danimarca | 9 aprile 1940 - 5 maggio 1945                                                | Nessuno | Resistenza danese                              |
| Regno di Grecia                                                                             | Amministrazione militare della Grecia - Stato ellenico (1941-1944) | 6 aprile 1941 - 8 maggio 1945                                                | Nessuno | Resistenza greca                               |
| Regno d'Ungheria                                                                            | Regno d'Ungheria - Governo di unità nazionale | 19 marzo 1944 - maggio 1945                                                  | Nessuno | Resistenza Ungherese                           |
| Regno d'Italia                                                                              | Repubblica Sociale Italiana - Zona d'operazioni del Litorale adriatico - Zona d'operazioni delle Prealpi | 8 settembre 1943 - 2 maggio 1945                                             | Nessuno | Resistenza italiana                            |
| Norvegia                                                                                    | Reichskommissariat Norwegen - Governo Nazionale | 9 aprile 1940 - 8 maggio 1945                                                | Nessuno | Resistenza norvegese                           |
| Paesi Bassi                                                                                 | Reichskommissariat Niederlande | 10 maggio 1940 - 20 maggio 1945                                              | Nessuno | Resistenza olandese                            |
| Regno di Jugoslavia                                                                         | Regno d'Albania Occupazione tedesca del Montenegro Stato Indipendente di Croazia Stato Indipendente di Macedonia Territorio del comandante militare in Serbia - Governo del commissario - Governo di Salvezza Nazionale | 6 aprile 1941 - 15 maggio 1945                                               | Reichsgau Kärnten Reichsgau Steiermark | Resistenza in Jugoslavia                       |
| Principato di Monaco                                                                        | Nessuno | 8 settembre 1943 - 3 settembre 1944                                          | Nessuno |                                                |
| Finlandia                                                                                   | Nessuno | 15 settembre 1944 - 25 aprile 1945                                           | Nessuno |                                                |
| Lituania Governo provvisorio della Lituania                                                 | Reichskommissariat Ostland | 22 marzo 1939 - 21 luglio 1940 23 giugno 1941 - 5 agosto 1941                | Gau Ostpreussen | Resistenza in Lituania                         |
| Repubblica di Polonia                                                                       | Amministrazione militare tedesca della Polonia Amministrazione del Governatorato Generale Reichskommissariat Ostland Reichskommissariat Ukraine | 1 settembre 1939 - 9 maggio 1945                                             | Bezirk Bialystok Gau Ostpreussen Gau Niederschlesien Governatorato Generale Reichsgau Danzig-Westpreußen Reichsgau Wartheland                 | Resistenza polacca                             |
| San Marino                                                                                  | Nessuno | 17 settembre 1944 - 20 settembre 1944                                        | Nessuno |                                                |
| Territorio del comandante militare in Serbia                                                | Governo del commissario Governo di Salvezza Nazionale | 30 aprile 1941 - gennaio 1945                                                | Nessuno | Resistenza in Jugoslavia                       |
| Repubblica Slovacca                                                                         | Zona di protezione tedesca in Slovacchia | 23 marzo 1939 - maggio 1945                                                  | Nessuno | Insurrezione nazionale slovacca                |
| Territorio del bacino della Saar                                                            | Nessuno. In un referendum del 1935, oltre il 90% dei residenti sostenne la riunificazione con la Germania per non rimanere nel protettorato della Società delle Nazioni, della Francia e del Regno Unito o per unirsi alla Francia. | 1 marzo 1935 – aprile 1945                                                   | Gau Palatinate-Saar Gau Saar-Palatinate Gau Westmark                                                                                          | Resistenza tedesca                             |
| Governo Nazionale Ucraino                                                                   | Reichskommissariat Ukraine | 30 giugno 1941 - settembre 1941                                              | Governatorato Generale | Esercito insurrezionale ucraino                |
| Alcune regioni dell'Unione Sovietica                                                        | Repubblica di Lepel Amministrazione Militare in Unione Sovietica - Autonomia di Lokot Reichskommissariat Ostland Reichskommissariat Ukraine | 22 giugno 1941 - 10 maggio 1945                                              | Bezirk Bialystok Governatorato Generale | Resistenza sovietica                           |

### Governi in esilio

#### Governi degli Alleati in esilio
| Governi in esilio                      | Capitale in esilio | Periodo in esilio                       | Occupante |
| -------------------------------------- | --- | --------------------------------------- | --- |
| Unione Democratica Austriaca           | Londra | 1941–1945                               | Germania nazista |
| Francia libera                         | Londra (1940–1941) Algeri, Algeria francese (1942 – 31 agosto 1944)                                                           | 1940 – 31 agosto 1944                   | Governo di Vichy Germania nazista Amministrazione militare del Belgio e della Francia del nord Reichskommissariat Belgien-Nordfrankreich |
| Governo in esilio della Polonia        | Parigi (29/30 settembre 1939 – 1940) Angers, Terza Repubblica francese (1940 – 12 giugno 1940) Londra (12 giugno 1940 – 1990) | 29/30 settembre 1939 – 22 dicembre 1990 | Germania nazista Reichskommissariat Ostland Reichskommissariat Ukraine Repubblica Slovacca Unione Sovietica Repubblica Popolare di Polonia |
| Belgio                                 | Londra (22 ottobre 1940 – 8 settembre 1944)                                                                                   | 22 ottobre 1940 – 8 settembre 1944      | Germania nazista Amministrazione militare del Belgio e della Francia del nord Reichskommissariat Belgien-Nordfrankreich |
| Danimarca                              | Nessuno | 1943–1945                               | Germania nazista |
| Lussemburgo                            | Londra | 1940–1944                               | Germania nazista |
| Governo in esilio della Grecia         | Cairo, Egitto | 29 aprile 1941 – 12 ottobre 1944        | Germania nazista Regno d'Italia Regno di Bulgaria |
| Governo in esilio della Norvegia       | Londra | 7 giugno 1940 – 31 maggio 1945          | Reichskommissariat Norwegen |
| Regno di Jugoslavia                    | Londra | 7 giugno 1941 – 7 marzo 1945            | Regno d'Albania Governo del Commissario Occupazione tedesca del Montenegro Germania nazista Governo di Salvezza Nazionale Stato Indipendente di Croazia Stato Indipendente di Macedonia Regno di Bulgaria Regno d'Ungheria Territorio del comandante militare in Serbia |
| Paesi Bassi                            | Londra | 1940–1945                               | Reichskommissariat Niederlande |
| Governo in esilio della Cecoslovacchia | Parigi (2 ottobre 1939 – 1940) Londra (1940–1941) Aston Abbotts, Regno Unito (1941–1945)                                      | 2 ottobre 1939 – 2 aprile 1945          | Germania nazista Regno d'Ungheria Repubblica Slovacca |

#### Governi dell'Asse in esilio
| Governo in esilio                  | Capitale in esilio                                           | Periodo in esilio                  | Occupante                                                                           |
| ---------------------------------- | ------------------------------------------------------------ | ---------------------------------- | ----------------------------------------------------------------------------------- |
| Regno di Bulgaria                  | Vienna, Germania nazista                                     | 16 settembre 1944 – 10 maggio 1945 | Regno di Bulgaria Regno di Grecia Regno di Jugoslavia                               |
| Governo di Vichy                   | Sigmaringen, Germania nazista                                | 1944 – 22 aprile 1945              | Governo provvisorio della Repubblica francese                                       |
| Regno d'Ungheria                   | Vienna, Germania nazista Monaco di Baviera, Germania nazista | 28/29 marzo 1945 – 7 maggio 1945   | Terza Repubblica cecoslovacca Regno d'Ungheria Regno di Romania Regno di Jugoslavia |
| Regno di Romania                   | Vienna, Germania nazista                                     | 1944–1945                          | Regno di Romania                                                                    |
| Occupazione tedesca del Montenegro | Zagabria, Stato Indipendente di Croazia                      | estate 1944 – 8 maggio 1945        | Regno di Jugoslavia                                                                 |
| Repubblica Slovacca                | Kremsmünster, Germania nazista                               | 4 aprile 1945 – 8 maggio 1945      | Terza Repubblica cecoslovacca                                                       |

#### Governi neutrali in esilio
| Governo in esilio                 | Capitale in esilio | Periodo in esilio               | Occupante |
| --------------------------------- | --- | ------------------------------- | --- |
| Repubblica Democratica Bielorussa | Praga, Prima Repubblica cecoslovacca (1923–1938) Praga, Seconda Repubblica cecoslovacca (1938–1939) Praga, Germania nazista (1939–1945) | 1919 – presente                 | Germania nazista Reichskommissariat Ostland Reichskommissariat Ukraine Seconda Repubblica di Polonia Unione Sovietica |
| Governo in esilio dell'Estonia    | Stoccolma, Svezia (1944 – 20 agosto 1991) New York, Stati Uniti d'America                                                               | 17 giugno 1940 – 20 agosto 1991 | Reichskommissariat Ostland Unione Sovietica                                                                           |
| Presidente dell'Ucraina in esilio | Varsavia, Seconda Repubblica di Polonia (1920–1939) Praga, Germania nazista (1939–1944)                                                 | 1920 – 22 agosto 1992           | Germania nazista Regno d'Ungheria Regno di Romania Reichskommissariat Ukraine Unione Sovietica                        |
| Regno di Spagna                   | Parigi (1939-1940, 1946-1977) Città del Messico (1940-1946)                                                                             | 4 aprile 1939 - 1 luglio 1977   | Seconda Repubblica di Spagna                                                                                          |